# Lonchophylla orcesi
Lonchophylla orcesi — вид родини листконосові (Phyllostomidae), ссавець ряду лиликоподібні (Vespertilioniformes, seu Chiroptera).

## Середовище проживання
Вид з Еквадору. Область, де був захоплений типовий екземляр знаходиться в субтропічному лісі.

## Життя
Харчується нектаром і комахами.